# Rivière de la Tête Blanche
Rivière de la Tête Blanche är ett vattendrag i Kanada.   Det ligger i provinsen Québec, i den östra delen av landet, 500 km nordost om huvudstaden Ottawa. Rivière de la Tête Blanche ligger vid sjön Lac de l'Affût.
I omgivningarna runt Rivière de la Tête Blanche växer i huvudsak blandskog. Trakten runt Rivière de la Tête Blanche är nära nog obefolkad, med mindre än två invånare per kvadratkilometer.